# Lateinamerikanische Schuldenkrise
Als Lateinamerikanische Schuldenkrise (auch Lateinamerikakrise) bezeichnet man die Schuldenkrise lateinamerikanischer Staaten, die im Wesentlichen in den 1980er Jahren stattfand, bei einigen Ländern jedoch bereits in den 1970er Jahren ihren Anfang nahm. Häufig wird die Phase als das „verlorene Jahrzehnt“ bezeichnet, weil die Länder Lateinamerikas in dieser Periode einen Punkt erreichten, an dem ihre Auslandsverschuldung weit höher war als die Wirtschaftskraft ihrer Volkswirtschaften und sie somit über ihre wirtschaftlichen Verhältnisse gelebt hatten. Die Folge war die Einstellung des Schuldendienstes gegenüber ausländischen Gläubigern. Nach dem Zusammenbruch der festen Weltwährungsordnung von Bretton Woods war die Lateinamerikakrise somit die erste große internationale Finanzkrise.

## Ursprünge
In den 1960er und 1970er Jahren hatten sich viele lateinamerikanische Staaten, insbesondere Brasilien, Argentinien und Mexiko, große Summen an Kapital von internationalen Gläubigern geliehen, um ihre Industrialisierung voranzubringen. Zu diesem Zeitpunkt wiesen diese Volkswirtschaften hervorragende Wachstumsraten und gute Aussichten aus, so dass die Gläubiger bereitwillig immer neue Kredite zur Verfügung stellten. Zwischen 1975 und 1982 ist die Gesamtsumme der Forderungen kommerzieller Banken gegenüber Lateinamerika jährlich um 20,4 % gestiegen. Dieser Umstand führte zu einer Vervierfachung der lateinamerikanischen Auslandsschulden von 75 Milliarden US-Dollar (1975) auf mehr als 315 Milliarden US-Dollar im Jahr 1983, mithin 50 % des Bruttoinlandsprodukts der gesamten Region. Der jährliche Schuldendienst (d. h. Tilgungs- und Zinszahlungen) stieg noch rasanter an und erreichte 1982 einen Betrag von 66 Mrd. US-Dollar (nach nur 12 Mrd. US-Dollar im Jahr 1975).

## Beginn der Schuldenkrise und Auswirkungen
Als die Weltwirtschaft in den 1970er und 1980er Jahren in eine Rezession geriet und der Ölpreis in die Höhe zu schießen begann (siehe Ölkrise und Globale Rezession von 1982), bedeutete dies für viele Länder der lateinamerikanischen Region einen Wendepunkt. Viele Entwicklungsländer befanden sich plötzlich in einem extremen Liquiditätsengpass, weil sie durch die steigenden Rohstoffpreise in Zahlungsnot gerieten. Erdölexportierende Länder wurden hingegen mit Finanzmitteln aufgrund der gestiegenen Erdölpreise überschwemmt und investierten das Geld bei internationalen Banken, die dieses wiederum in Form von Krediten in Lateinamerika anlegten (sogenanntes Petrodollar-Recycling). Dadurch akkumulierten sich die Auslandsschulden dieser Staaten über die Jahre gefährlich. Im Anschluss begann die Schuldenkrise, als die internationalen Kapitalmärkte gewahr wurden, dass Lateinamerika seine Schulden nicht mehr zurückzahlen können wird.
Dies geschah im August 1982, als Mexikos Finanzminister Jesus Silva-Herzog öffentlich bekannt gab, dass Mexiko seinen Schuldendienst einstellt und den teilweisen Staatsbankrott erklärte. Im Nachgang zu Mexikos Zahlungsmoratorium reduzierten die meisten kommerziellen Banken stark ihre lateinamerikanische Risikoposition oder stoppten zumindest die Vergabe neuer Kredite. Weil aber viele der lateinamerikanischen Forderungen kurzfristige Kredite darstellten, wurde die Krise erst verschärft, als deren Refinanzierung (Prolongation) von den Banken verweigert wurde und somit die Darlehen fällig gestellt wurden. Somit waren plötzlich viele Milliarden an Krediten, die sonst jederzeit verlängert wurden, sofort fällig und zahlbar – ein Schneeballeffekt.
Infolge der Krise wurde die Entwicklungsstrategie der strukturalistischen Wirtschaftspolitik aufgegeben und eine Zeit lang eine vom Internationalen Währungsfonds und der Weltbank geforderte, am Konsens von Washington ausgerichtete Wirtschaftspolitik betrieben. Diese wurde später durch eine neostrukturalistische Wirtschaftspolitik abgelöst.
Die nun einsetzende massive Kapitalabwanderung (Kapitalexport vor allem in die Vereinigten Staaten) führte dazu, dass die lateinamerikanischen Währungen stark abwerteten und somit die Realzinsen und die Inflation stark anstiegen. Die realen Wachstumsraten des Bruttonationaleinkommens lagen in der Zeit zwischen 1980 und 1985 bei nur 2,3 Prozent pro Jahr; pro Kopf verzeichnete man mit −9 Prozent sogar einen Rückgang.
Zur Abwicklung der notleidenden Schuldverschreibungen dieser Länder wurden Ende der 1980er Jahre die Brady Bonds geschaffen.
Die Schuldenkrise in Lateinamerika ist eines der wesentlichen exogenen Elemente, die dazu beitrugen, den Autoritarismus und die Diktaturen in der Region zu Fall zu bringen, darunter das Militärregime in Brasilien und das bürokratisch-autoritäre Regime in Argentinien.

## Belege
1. ↑  Fernando Ignacio Leiva: Toward a Critique of Latin American Neostructuralism. In: Latin American Politics and Society. Band 50, Nr. 4, Dezember 2008, S. 1–25, doi:10.1111/j.1548-2456.2008.00028.x.